# Lys Gauty
Lys Gauty, de son vrai nom Alice Gauthier, née le 14 février 1900 à Levallois-Perret et morte à Monte-Carlo à Monaco le 2 janvier 1994, est une chanteuse française.

## Biographie

### Famille

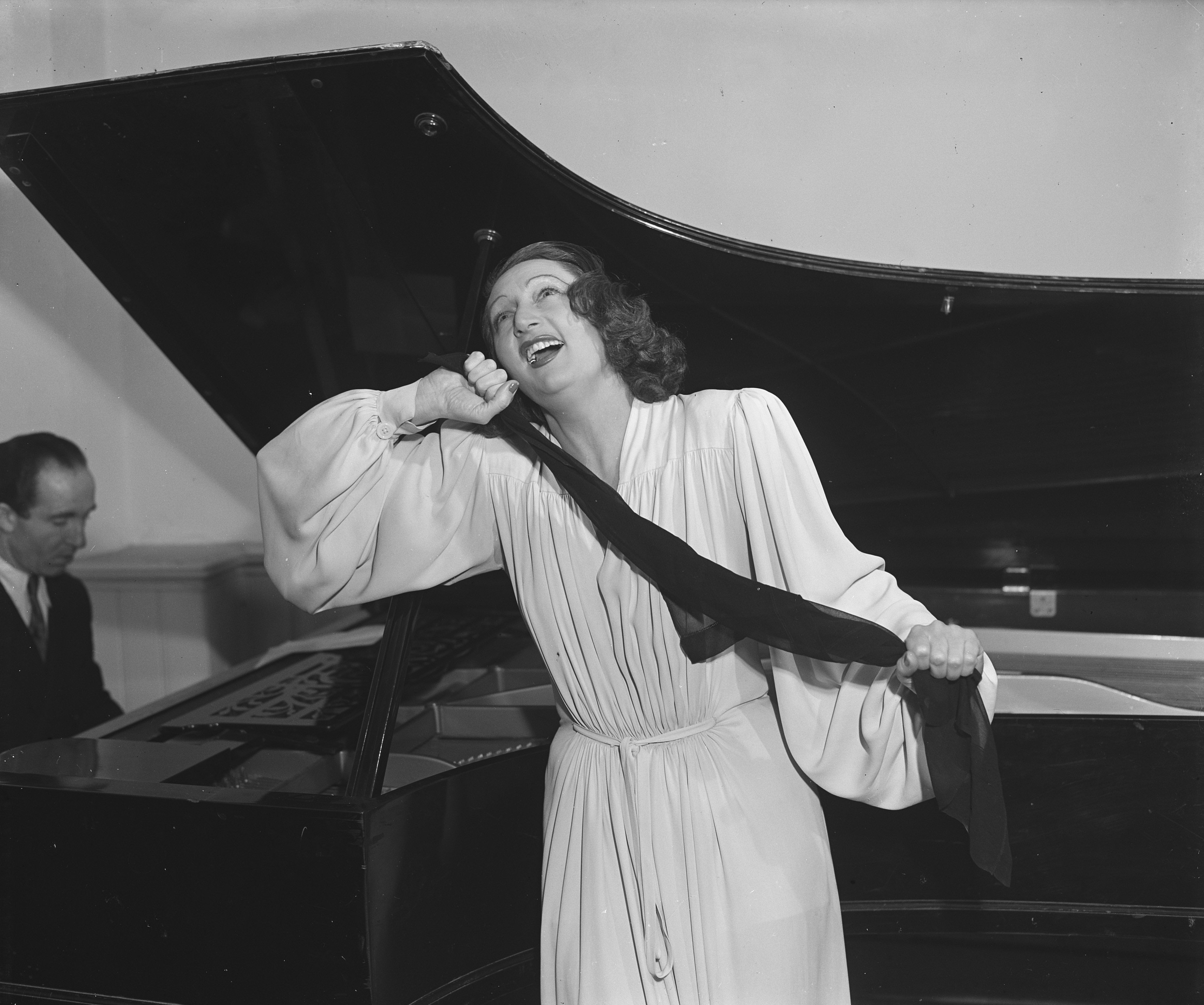
Lys Gauty (1946).

Alice Gauthier est née dans une famille modeste : son père est mécanicien et sa mère couturière. Après des cours de couture et de dactylographie, elle commence très jeune à travailler comme vendeuse dans un grand magasin puis chez une modiste. Avec ce que ses parents lui laissent de son salaire, elle prend des cours de chant. En effet, sa voix a été remarquée dès l'école. Dotée d'une formation classique, c'est pourtant chez Fyscher (de Nelson Fyscher) en 1924, rue d'Antin, qu'elle entame une carrière de chanteuse de music-hall avec Georges Van Parys pour pianiste. En 1925, elle chante à l'Olympia. Le Suisse Gaston Groëner, de douze ans son aîné, qui devient son mari en 1925, prend en charge la direction d'une carrière émaillée de nombreux succès et cosigne certaines de ses chansons. Il dirige le Théâtre de 10 Heures de Bruxelles et les premiers disques de Lys Gauty sortent donc en Belgique chez Gramophone en 1928.

### Début
En 1930, elle débute au cinéma dans le film parlant de Maurice Gleize, Jour de noces. Cette expérience d'actrice se renouvelle en 1938 lorsqu'elle tient le rôle-titre du film La goualeuse de Fernand Rivers. En 1934, elle dénonce l'antisémitisme ambiant dans sa chanson Israël, va-t-en. Cependant, son plus grand succès reste la valse Le chaland qui passe (1933), version française de la chanson italienne Parlami d'amore, Mariù, chantée par Vittorio De Sica. En 1937, avec humour elle s'auto-parodie avec Le chaland qui reste.

### Succès
Elle triomphe dans les cabarets (La Boîte à Matelots, 1932 ; La Folie de Lys Gauty, 1933...) et les music-halls (Bobino, 1933 ; Alhambra, 1934 ; A.B.C., 1935, 1936...).
En 1933, elle reçoit le Grand Prix du disque pour son interprétation de deux airs de L'Opéra de Quat'sous : le Chant de Barbara et la Fiancée du Pirate de Kurt Weill. En 1934, elle est élue la reine des Six Jours au Vel' d'Hiv, dont elle est l'impératrice en 1935. Elle était connue pour les longues robes blanches qu'elle portait lors de ses concerts. Elle a comme particularité d'avoir été une des premières interprètes des chansons à texte[réf. nécessaire] tout en chantant aussi des mélodies populaires. Damia, lui reprochant de ne pas être assez mélodramatique, la surnomme « la sous-préfète ». Connue et appréciée en Angleterre et aux Pays-Bas, elle fait en 1939 une tournée en Amérique du Sud et revient se réfugier en Normandie où elle a une ferme. En juillet 1941, elle regagne la capitale dans l'attente de son frère Eugène de retour de captivité. En septembre de la même année, elle fera un récital Salle Pléyel.

### Après guerre
En 1946, elle est de retour, à l'Alhambra, avec Un petit bouquet de violettes et En écoutant mon cœur chanter. À la Libération, on lui reproche ses interventions sur Radio Paris et une tournée avec Fréhel et Raymond Souplex organisée par l'association Kraft durch Freude (La Force par la Joie) en Allemagne pendant laquelle elle chante devant les ouvriers du S.T.O et les prisonniers des Stalags en 1942. Elle ne revient jamais sur le devant de la scène[pas clair]. Elle divorce en 1947. Léo Ferré devient pour un temps son pianiste. En 1950, elle joue et chante dans l'opérette Ma Goualeuse au Casino-Montparnasse. Toujours en 1950, elle dirige le Casino de Luchon et y fonde le Festival de la Voix.

### Fin de carrière
Elle abandonne la scène vers 1953 pour devenir directrice d'un cabaret dans la région de Nice, où elle fonde une école de chant. Plus tard, elle se reconvertit en reprenant la direction d'une agence immobilière à Monte-Carlo.
Lys Gauty est décédée à Monte-Carlo en 1994. 
Par testament, elle avait exprimé la volonté d'être enterrée dans le cimetière de Saint-Gengoux-de-Scissé (Saône-et-Loire), commune du Haut-Mâconnais où elle possédait une maison dans laquelle elle habita quelques années à partir de 1972 (demeure qu'elle avait achetée en 1962 pour ses frères Albert et Eugène, qui y vécurent jusqu'à leur mort en 1971 et 1974) et qu'elle ne quitta que pour s'installer à Monte-Carlo, effectuant toutefois de fréquents retours à Saint-Gengoux-de-Scissé où elle loua une maison, au hameau de Bassy, pour ne pas perdre contact avec ses amis du village.

## Chansons
1928
- Paradis du rêve (Richepin-Fyscher)
- Haine d'amour (Sureau-Bellet)
- Vendetta (Nazelles-Desmoulins-Penso)
- La Tour Saint-Jacques
- Because I Know You're Mine
- Tu sais (Berys-Lenoir-Walter-Ervande)

1930
- La Légende des grains de beauté (Boyer-Archambaud)
- Une femme (Blemont-Heine-Lazzari)
- Mais quand c'est toi
- Frileuse
- Déjà
- Le Chaland qui passe (1933), (C.A.Bixio-A.de Badet) chanson qui a été ajoutée à une version du film L'Atalante (Jean Vigo) renommé pour l'occasion Le Chaland qui passe.

1932
- Valparaiso
- Une Viennoise
- Un coup de riquiqui
- J'aime tes grands yeux
- Chant de Barbara (Kurt Weill-Mauprey)
- La Fiancée du pirate (Kurt Weill-Mauprey)
- L'amour qui passe[6]
- Qui j'aime
- Caramba
- Tu m'as fait tant souffrir
- Prends-moi dans tes bras
- Ma chérie
- Coup de soleil
- Si je vous tutoie

1933
- J'aime tes grands yeux
- Les marins de Surcouf
- Le piano mécanique
- Hot Voodoo
- J'ai tout trouvé près de toi
- Je te regarde dormir
- Bye Bye
- Départ (Goener-Tranchant)
- La Ballade du cordonnier (Tranchant)
- C'est le plaisir que j'aime
- Mon cœur est léger
- Loin de toi
- Les deux guitares
- La prière du pauvre homme
- Viens ou L'amour est un caprice
- À Paris dans chaque faubourg (Maurice Jaubert-René Clair), chanson du film Quatorze juillet de René Clair dans lequel elle apparaît.

1934
- Le Bistrot du port
- Complainte désabusée
- Rêves d'amour
- Nostalgie
- Libre de moi
- Israël va-t-en
- Chanson de l'escadrille (Arthur Honegger-Joseph Kessel)
- La Complainte de la Seine (Kurt Weill-Maurice Magre)
- Je ne t'aime pas (Kurt Weill-Maurice Magre)
- Un soir d'hiver...tard (Celerier-Pradier)
- Le moulin qui jase (Badet-Bols)
- La Mary Salope
- L'amour tel qu'on le parle
- Dans tes bras doucement
- Chanson du cul de jatte
- L'auto du charbonnier
- Moi et l'Impératrice
- Pour toi je veux rêver
- Les larmes
- Lettre d'un bleu

1935
- Ça sent la friture
- Chéri dis-moi je t'aime (Bos)
- La Belle Escale
- Je t'aime, c'est tout
- Mirages
- Un jour de différence, adaptation de la chanson What a Diff'rence a Day Makes
- Quel beau dimanche ! (Charles Trenet-Groener-Heim)
- Vieille Ballade
- Au revoir, bon voyage
- Obsession
- La Chanson du brave homme
- Exil
- J'attends un navire (Kurt Weill-Jacques Deval)
- Sammy de la Jamaïque (Goer-Michel Vaucaire)
- Suzon
- Le bonheur n'est plus un rêve

1936
- Espoir (Wal-Berg/Henneve)
- Sur les bords de la Seine
- J'ai trouvé le bonheur
- Une chanson d'amour
- Certitude
- Colin maillard
- La Marie-Louise
- Manola
- Mon cœur est fait pour t'aimer

1937
- Qu'importe si tu pars
- En souvenir des dimanches
- Sous l'enseigne lumineuse
- Souvenir de bal
- Allons nous promener
- Tes bras
- Presque rien
- Au revoir et adieu
- Croyez-moi
- Conversation tango
- Le chaland qui reste
- Sans y penser
- L'Heure du rêve
- À l'aventure

1938
- Gentiment
- Le Bassin de la Villette (Goer-Vaucaire)
- Y'a de l'amour dans mon cœur
- Une femme, un accordéon, un caboulot
- Ce soir ou bien jamais
- J'ai juré de t'aimer toujours
- Souviens-toi de ce dimanche
- Dis-moi pourquoi ? (Kosma-Vaucaire-Groener) et Le bonheur est entré dans mon cœur tirées du film La Goualeuse de Fernand Rivers.
- La garce
- Infidèle

1939
- La Valse au village
- Amour en mineur
- Ne voyez-vous pas?
- Tu sais pour qui je chante
- La Rosière du régiment
- La belle marinière
- Échanges (Mireille-René Dorin)

1940
- J'écoute la pluie
- Pour vous, Michina
- On me prend pour un ange
- Les Petits Pavés
- La Chanson de Nina
- Les escargots qui vont à l'enterrement (Prévert-Kosma)

1941
- Fumée sur le toit
- Revenir
- La Valse de toujours
- Ce jour-là

1942
- Prière au vent du soir
- On en fait vite le tour
- Aujourd'hui, bal de nuit
- Pas grand-chose

1943
- Crépuscule (Django Reinhardt-Francis Blanche)
- La chanson que je chante
- La Chanson de la rue
- Un soir sur le port

1944
- Échos
- Rêver !...

1946
- La Complainte du corsaire
- En écoutant mon cœur chanter
- Un petit bouquet de violettes
- La Chanson du bonheur
- Monde
- La plus belle chanson

1949
- Te voyo benn
- Mon caboulot

1950
- Au fil de la Seine
- Comme un air d'accordéon

1951
- Moi j'aime ça
- Pays perdu
- Mon cœur pleure pour vous
- Y'a tant d'amour
- Avec sa pomme

## Réception critique
- J. P. - Le Figaro 3 février 1930 :

« Lys Gauty est belle et la robe de soie qui moule son élégante silhouette accuse encore la blancheur de ses épaules, la pâleur de son visage régulier, l'éclat de ses yeux...

L'artiste est sensible et sincère, et elle atteint parfois, à une véritable puissance pathétique. La voix chaude, étendue, est fort agréable... »
- L'Intransigeant 5 février 1930 :

« Lys Gauty au talent si émouvant, vient de faire sa rentée au Cabaret Shéhérazade où elle interprète des œuvres de caractère. Sa voix prenante, sa personnalité rare et curieuse, ses gestes harmonieux et justes, sa mimique à la fois subtile et dépouillée, ont fait sensation. »

## Iconographie
- Portrait de Lys Gauty, studio Boris Lipnitzky, 1930

## Sources
- Livret du CD « Lys Gauty », collection « Les voix d'or », chez Marianne Melodie.